# Ostrołęcki
Ostrołęcki là một huyện thuộc tỉnh Mazowieckie của Ba Lan. Huyện có diện tích 2097 km². Đến ngày 1 tháng 1 năm 2011, dân số của huyện là 84761 người và mật độ 40 người/km².